# WiMP
WiMP er en forkortelse for "Wireless internet Media Player", det tidligere var en selvstændig streamingtjeneste men blev i 2015 blevet lagt sammen med Tidal  der giver adgang til ca. 18  millioner sange på mange forskellige platformer så som Windows, OS X, iPad, Sonos, iPhone, Android, Windows Phone, Symbian og diverse andre platformer, hvor det er nemt at dele med Facebook, da det er dybt integreret med WiMP. WiMP tilbyder desuden som den eneste streamingtjeneste, at man kan streame musik i CD-kvalitet (WiMP Hi-FI)
WiMP er udviklet af det norske selskab Aspiro, som også ejer brandet.

## Wimp's forretningsmodel
Wimp's forretnings model er at brugerne betaler et beløb, for at få adgang til "ubegrænset" musik, der er  dog også muligt at købe musik igennem dem, men det er ikke deres hovedforretning.
Et WiMP premium-abonnementet kan fås for 99 kr pr. måned, men det er muligt at få det billigere, hvis man har er Telenor dobbeltkunde, da Telenor er distributionspartner i Danmark og Sverige.
En gratis model, med lavere bit rate og begrænset platform (Mac og Windows) support eksisterer også.
I Norge er distributionspartnerne Platekompaniet og Canal Digital. De tilbyder musik fra mere end 20 indholdsleverandører, lige fra  store internationale pladeselskaber og en række mindre uafhængige; Sony Music, EMI, Universal Music, Warner Music, MBO, Phonofile, Artspages, IODA, The Orchard, Beggars Group, Naxos, Vidzone.

## Musikkvalitet
- Normal kvalitet: 96 kbps (AAC+)
- Høj kvalitet: 320 kbps (AAC)[4]
- Hi-Fi / Lossless : FLAC / Apple Lossless (ALAC)

## Historie
WiMP er vokset hurtigt siden starten af 2010 og har i dag over 350.000 brugere i fire lande, en stigning på 100.000 i starten i forhold til 2011. WiMP er tilgængelig i Norge, Sverige og Danmark , og er ved at blive beta-testet i Tyskland samt Polen, Holland og Portugal, dog  under et andet varemærke i Portugal. juni 2015 valgt Wimp at fortælle dens kunder. ”Efter at have lanceret TIDAL med stor succes i USA, Canada, England og over 20 andre lande, har vi besluttet at erstatte WiMP med TIDAL”, Der gør Wimp brandt forsvinder og bliver erstattet af Tidal

## Ejerforhold
I januar 2012 blev  74,3%  af Aspiro AB ejet af Mediehus Schibsted, hvoraf 56% var købt i den pågældende måned til kursen 1,65 SEK, de ejede i forvejen 18,3%, de andre store aktionære, er Ferd Capital med en andel på 16.6% og Platekompaniet med en andel på 10.0%, så bestyrelsen i dag består af en repræsentant fra Ferd, en repræsentant fra Platekompaniet og tre repræsentanter fra Schibsted.

 den 29 jan 2015 blev Aspiro AB opkøbt af Project Panther Bidco Ltd  for 464 millioner svenske kroner (56 millioner dollar) i kontanter eller 1,05 sek pr aktier, Project Panther Bidco Ltd er ejet af S. Carter Enterprises, LLC (“SCE”) som er igen ejet af Jay-z